# Canon EOS R6
Canon EOS R6 — полнокадровая беззеркальная камера со сменными объективами, официально анонсированная компанией Canon 9 июля 2020 года вместе с EOS R5.

## Особенности
- 20,1-мегапиксельный полнокадровый CMOS-сенсор[5]
- Запись 10-битного видео в формате 4K со скоростью до 60 кадров в секунду[3]
- запись видео с разрешением 1080p со скоростью до 120 кадров в секунду[3]
- 100% покрытие автофокусом[3]
- 1053 точки автофокусировки[3]
- Диапазон ISO от 100 до 102 400; с возможностью расширения до 204 800[3]
- Высокоскоростная непрерывная съемка со скоростью до 12 кадров в секунду с механическим затвором и электронной 1-й шторкой и до 20 кадров в секунду с электронным затвором[3]
- 5-осевая внутрикамерная стабилизация изображения, обеспечивающая до 8 стопов коррекции дрожания[3]
- Два слота для карт памяти SD UHS-II[3]
- Электронный видоискатель OLED с диагональю 0,5 дюйма и разрешением 3,69 миллиона точек с частотой обновления 120 кадров в секунду и сенсорный ЖК-дисплей[3]
- Dual Pixel CMOS AF II[3]
- Встроенный Wi-Fi и подключение по Bluetooth[3]
- Процессор DIGIC X[3]